# Theodosius Harnack
Theodosius Harnack (3. januar 1817 i Petrograd – 23. september 1889 i Dorpat) var en tysk teolog, far til Adolf von Harnack og Axel Harnack.
Efter først at have studeret teologi i Dorpat og senere fortsat sine studier i Berlin, Bonn og Erlangen blev han 1847 ekstraordinær og det følgende år ordentlig professor i praktisk teologi i Dorpat. I 1853 forflyttedes han til Erlangen, men kom 1866 tilbage til Dorpat, hvor sygdom allerede 1875 nødte ham til at opgive sin lærergerning.
Harnack tilhørte den strengt konfessionelle ortodoks-lutherske retning og udøvede både gennem sine forelæsninger, sine prædikener og især gennem sine talrige skrifter en betydelig indflydelse på forholdene i den livlandske kirke. Mest bekendt blandt hans videnskabelige arbejder er: Luthers Theologie mit besonderer Beziehung auf seine Versöhnungs- und Erlösungslehre, I—II (1862—86) og Praktische Theologie, I—II (1877-78).